# テレビ東京火曜未明の深夜ドラマ
テレビ東京火曜未明の深夜ドラマ（テレビとうきょうかようみめいのしんやドラマ）は、テレビ東京系列で火曜未明（月曜深夜）に放送されていた連続ドラマ放送枠である。

## 概要
本枠の最初の作品は、2005年10月期に放送された『Pinkの遺伝子』である。
2006年1月期の『ロケットボーイズ』までは火曜1時枠で放送されていたが、同年4月期より火曜2時枠に移して『心霊探偵 八雲』を放送する。その後、3か月の中断を挟んで同年10月期の『半分の月がのぼる空』で放送枠を再開している。
本枠の作品は、作品によって放送時間が異なるほか、非ネットの放送局もある（放送時間やネット局については各作品の項を参照）。

## 作品一覧

### 2005年
- Pinkの遺伝子（10.4 - 12.27）

### 2006年
- ロケットボーイズ（1.10 - 3.28）
- 心霊探偵 八雲（4.4 - 6.27）
- 半分の月がのぼる空（10.3 - 12.26）

### 2007年
- しにがみのバラッド。（1.9 - 3.27）
- のぞき屋（4.3 - 7.3）
- 恋愛診断（7.10 - 9.25）